# 冨田成輝
冨田 成輝（とみだ しげき、1953年1月17日 - ）は、日本の政治家、地方公務員。岐阜県総務部長等を経て、岐阜県可児市長（3期）。

## 来歴
1977年（昭和52年）3月、名古屋大学法学部卒業。1978年（昭和53年）4月、岐阜県庁に入庁。ニューヨーク駐在、土岐市建設部出向、財団法人ソフトピアジャパン出向、農林商工部情報産業室長、経営管理部人事課長、総務部長、健康福祉部長、環境生活部長などを歴任。
2010年（平成22年）10月24日に行われた可児市長選挙に民主党県連と連合岐阜の推薦を受けて立候補。引退する山田豊市長と市議会の自民系最大会派の支援を受けた岐阜県庁職員の近藤登を破り初当選を果たした（冨田：21,948票、近藤：16,412票）。投票率は50.53％。11月7日、市長就任。2014年（平成26年）、再選。2018年（平成30年）、3選。2022年は無投票で4選。